# خلية ملفوفة
الخلايا الملفوفة (بالإنجليزية: Tufted cell)‏ هي خلايا توجد في الكبيبة الشمية، وتستقبل المدخلات من المستقبلات الموجودة في الظهارة الشمية الموجودة في التجويف الأنفي. وتُسمى كل من الخلايا الملفوفة والخلايا المترالية بعصبونات الإسقاط، وترسل هذه العصبونات الإشارات من الكبيبة الشمية إلى الدماغ.
تُعالج الإشارات الفعلية المرسلة عبر عصبونات الإسقاط هذه بالشخذ أو التصفية من خلال عملية تسمى التثبيط الجانبي (الوحشي).